# ورزشگاه شهر گوستیوار
ورزشگاه شهر گوستیوار (به لاتین: City Stadium Gostivar) یک ورزشگاه در مقدونیه شمالی است که در گشتیفار واقع شده‌است.